# كريستيان دورسي
كريستيان دورسي (بالإنجليزية: Christian Dorsey)‏ هو اقتصادي وصحفي أمريكي، ولد في 1971 في اتلانتيك سيتي في الولايات المتحدة.